# Bruno Carvalho
Bruno Carvalho, właśc. Bruno Segadas Vianna de Carvalho (ur. 26 marca 1974 w Rio de Janeiro) – brazylijski piłkarz, występujący podczas swojej kariery na pozycji prawego obrońcy.

## Kariera klubowa
Bruno Carvalho karierę piłkarską rozpoczął w klubie CR Vasco da Gama w 1993. Z Vasco dwukrotnie zdobył mistrzostwo stanu Rio de Janeiro – Campeonato Carioca w 1993 i 1994. W Vasco 28 sierpnia 1994 w wygranym 3-0 meczu z Clube do Remo Bruno Carvalho zadebiutował w lidze brazylijskiej. W latach 1996–1997 występował w Botafogo FR. Z Botafogo zdobył mistrzostwo stanu w 1997. W latach 1997–1999 występował w EC Bahia, drugoligowym Fluminense FC oraz Portuguesie z São Paulo.
W latach 1999–2001 grał w innym klubie z Rio – CR Flamengo. Z Flamengo trzykrotnie zdobył mistrzostwo stanu w 1999, 2000 i 2001. We Flamengo 10 października 2001 zremisowanym 2-2 derbowym meczu z Botafogo Bruno Carvalho po raz ostatni wystąpił w lidze. Ogółem w latach 1994–2001 w lidze brazylijskiej wystąpił w 56 meczach, w których strzelił 3 bramki. W 2002 został zawodnikiem szkockiego Livingston F.C. W 2003 występował w Szwecji w Djurgårdens IF. Po powrocie do Brazylii występował m.in. w Náutico, Gamie, Santa Cruz FC i Américe z Rio de Janeiro, w której zakończył karierę w 2008.

## Kariera reprezentacyjna
Bruno Carvalho w reprezentacji Brazylii zadebiutował 29 marca 1995 w wygranym 1-0 towarzyskim meczu z reprezentacją Hondurasu. Ostatni raz w reprezentacji wystąpił 27 września 1995 w wygranym 2-0 towarzyskim meczu z reprezentacją Rumunii.
| Mecze i gole w reprezentacji | Mecze i gole w reprezentacji | Mecze i gole w reprezentacji | Mecze i gole w reprezentacji | Mecze i gole w reprezentacji | Mecze i gole w reprezentacji | Mecze i gole w reprezentacji |
| #                            | Data                         | Miasto                       | Przeciwnik                   | Gol                          | Wynik                        | Rozgrywki                    |
| ---------------------------- | ---------------------------- | ---------------------------- | ---------------------------- | ---------------------------- | ---------------------------- | ---------------------------- |
| 1.                           | 29.03.1995                   | Goiânia                      | Honduras                     |                              | 1:0                          | towarzyski                   |
| 2.                           | 09.08.1995                   | Tokio                        | Japonia                      |                              | 4:0                          | towarzyski                   |
| 3.                           | 12.08.1995                   | Suwon                        | Korea Południowa             |                              | 1:0                          | towarzyski                   |
| 4.                           | 27.09.1995                   | Belo Horizonte               | Rumunia                      |                              | 2:0                          | towarzyski                   |

W 1993 Bruno Carvalho zdobył z reprezentacją U-20 młodzieżowe Mistrzostwo Świata.